# Айдарак (посёлок)
Айдарак — упразднённый посёлок в Ширинском районе Хакасии России. На момент упразднения входил в состав Беренжакского сельсовета. Исключён из учётных данных в 1972 году.

## География
Располагался северо-восточнее горы Алатаг, на левом берегу реки Айдарак (приток реки Тунгужуль), на расстоянии примерно 12 километров (по прямой) к юго-западу от села Туим.

## История
По данным на 1926 год улус Айдарак состоял из 3 хозяйств. В административном отношении входил в состав Тунгужульского сельсовета Чебаковского района Хакасского округа Сибирского края.
Решением Красноярского крайисполкома № 471 от 19.07.1972 года посёлок Айдарак исключен из учётных данных.

## Население
По данным переписи 1926 года в улусе проживало 15 человек (6 мужчин и 9 женщин), основное население — хакасы.